# Hydrocyphon javanicus
Hydrocyphon javanicus es una especie de coleóptero de la familia Scirtidae.

## Distribución geográfica
Habita en Indonesia.